# Klinikai szakpszichológus
A klinikai szakpszichológus a mesterszintű diploma (okleveles pszichológus MA vagy egészségpszichológus MSc) megszerzése után 4 éves egészségügyi felsőfokú szakirányú szakképzésben szerez felnőtt vagy gyermek- és ifjúsági klinikai és mentálhigiéniai szakpszichológusi szakképesítést.
A klinikai szakpszichológus feladata: A pszichés problémák széles körének felismerése és diagnosztizálása gyermek-, felnőtt-, és időskorban. A klinikai szakvélemény kialakítása és ennek alapján adekvát kezelési terv megfogalmazása. A pszichés problémák kezelése és gyógyítása, valamint az egyén problémamegoldó és megküzdő képességének fejlesztése, hogy önállóan meg tudjon küzdeni a fizikai és pszichoszomatikus betegségekkel, egészségi állapotával (pl. öregedés, meddőség, rokkantság, kiégés) vagy az őt ért traumákkal. Az intervenciók értékelése és kutatása. 
Egészségügyi szakképzettséggel és a gyógyításban való részvételhez jogosítvánnyal, csak a klinikai szakpszichológusok rendelkeznek.
Az Egészségügy törvény külön nevesíti a klinikai szakpszichológusokat (Eütv.103.§.2.) s meghatározza tevékenységüket, ami a) a lelki egészség megőrzésére, fejlesztésére és helyreállítására, b) a lelki zavarok megállapítására, vizsgálatára és okainak feltárására, c) egyes betegségek diagnosztizálásához szükséges pszichodiagnosztikai vizsgálatok végzésére, valamint d) a lelki zavarok pszichológiai módszerekkel történő korrekciójára irányul.